# Dociostaurus minutus
Dociostaurus minutus is een rechtvleugelig insect uit de familie veldsprinkhanen (Acrididae). De wetenschappelijke naam van deze soort is voor het eerst geldig gepubliceerd in 1962 door La Greca.
1. ↑  (en) Dociostaurus minutus op de IUCN Red List of Threatened Species.